# Призёры чемпионатов мира по биатлону (смешанные дисциплины)
На чемпионатах мира по биатлону по состоянию на 2019 год проводятся соревнования в двух смешанных дисциплинах — медали в смешанной эстафете разыгрываются с 2005 года, а в одиночной смешанной эстафете — с 2019 года. Ниже приведён список призёров соревнований.

## Смешанная эстафета 2×6/2×7,5 км[1]

### 4х6 км
| Год                 | Золото                                                                                  | Серебро                                                                           | Бронза                                                                            |
| ------------------- | --------------------------------------------------------------------------------------- | --------------------------------------------------------------------------------- | --------------------------------------------------------------------------------- |
| 2005 Ханты-Мансийск | Россия I · Ольга Пылёва · Светлана Ишмуратова · Иван Черезов · Николай Н. Круглов       | Россия II · Анна Богалий-Титовец · Ольга Зайцева · Сергей Чепиков · Сергей Рожков | Германия I · Уши Дизль · Кати Вильхельм · Михаэль Грайс · Рикко Гросс             |
| 2006 Поклюка        | Россия II · Анна Богалий-Титовец · Сергей Чепиков · Ирина Мальгина · Николай Н. Круглов | Норвегия I · Линда Хьёрхом · Халвар Ханеволл · Тура Бергер · Уле Эйнар Бьорндален | Франция I · Флоранс Баверель-Робер · Венсан Дефран · Сандрин Байи · Рафаэль Пуаре |

### 2х6/2х7,5 км
| Год                 | Золото                                                                                   | Серебро                                                                                           | Бронза                                                                                 |
| ------------------- | ---------------------------------------------------------------------------------------- | ------------------------------------------------------------------------------------------------- | -------------------------------------------------------------------------------------- |
| 2007 Антерсельва    | Швеция · Хелена Юнссон · Анна Карин Улофссон · Бьёрн Ферри · Карл-Юхан Бергман           | Франция · Флоранс Баверель-Робер · Сандрин Байи · Венсан Дефран · Рафаэль Пуаре                   | Норвегия · Тура Бергер · Йори Мёркве · Эмиль Хейле Свендсен · Фруде Андресен           |
| 2008 Эстерсунд      | Германия · Сабрина Буххольц · Магдалена Нойнер · Андреас Бирнбахер · Михаэль Грайс       | Беларусь · Людмила Калинчик · Дарья Домрачева · Рустам Валиуллин · Сергей Новиков                 | Россия · Светлана Слепцова · Оксана Неупокоева · Николай Н. Круглов · Дмитрий Ярошенко |
| 2009 Пхёнчхан       | Франция · Мари-Лор Брюне · Сильви Бекар · Венсан Дефран · Симон Фуркад                   | Швеция · Хелена Юнссон · Анна Карин Улофссон-Зидек · Давид Экхольм · Карл-Юхан Бергман            | Германия · Андреа Хенкель · Симона Хаусвальд · Арнд Пайффер · Михаэль Грайс            |
| 2010 Ханты-Мансийск | Германия · Симона Хаусвальд · Магдалена Нойнер · Симон Шемпп · Арнд Пайффер              | Норвегия · Анн Кристин Офедт Флатланн · Тура Бергер · Эмиль Хейле Свендсен · Уле Эйнар Бьёрндален | Швеция · Хелена Юнссон · Анна Карин Зидек · Бьёрн Ферри · Карл-Юхан Бергман            |
| 2011 Ханты-Мансийск | Норвегия · Тура Бергер · Анн Кристин Флатланн · Уле Эйнар Бьёрндален · Тарьей Бё         | Германия · Андреа Хенкель · Магдалена Нойнер · Арнд Пайффер · Михаэль Грайс                       | Франция · Мари-Лор Брюне · Мари Дорен · Алексис Бёф · Мартен Фуркад                    |
| 2012 Рупольдинг     | Норвегия · Тура Бергер · Сюннёва Сулемдаль · Уле Эйнар Бьёрндален · Эмиль Хейле Свендсен | Словения · Андрея Мали · Тея Грегорин · Клемен Бауэр · Яков Фак                                   | Германия · Андреа Хенкель · Магдалена Нойнер · Андреас Бирнбахер · Арнд Пайффер        |
| 2013 Нове-Место     | Норвегия · Тура Бергер · Сюннёва Сулемдаль · Тарьей Бё · Эмиль Хейле Свендсен            | Франция · Мари-Лор Брюне · Мари Дорен-Абер · Алексис Бёф · Мартен Фуркад                          | Чехия · Вероника Виткова · Габриэла Соукалова · Ярослав Соукуп · Ондржей Моравец       |
| 2015 Контиолахти    | Чехия · Вероника Виткова · Габриэла Соукалова · Михал Шлезингр · Ондржей Моравец         | Франция · Анаис Бескон · Мари Дорен-Абер · Жан-Гийом Беатрикс · Мартен Фуркад                     | Норвегия · Фанни Велле-Странн Хурн · Тириль Экхофф · Йоханнес Тиннес Бё · Тарьей Бё    |
| 2016 Хольменколлен  | Франция · Анаис Бескон · Мари Дорен-Абер · Кантен Фийон Майе · Мартен Фуркад             | Германия · Франциска Пройс · Франциска Хильдебранд · Арнд Пайффер · Симон Шемпп                   | Норвегия · Марте Олсбю · Тириль Экхофф · Йоханнес Тиннес Бё · Тарьей Бё                |
| 2017 Хохфильцен     | Германия · Ванесса Хинц · Лаура Дальмайер · Арнд Пайффер · Симон Шемпп                   | Франция · Анаис Шевалье · Мари Дорен-Абер · Кантен Фийон Майе · Мартен Фуркад                     | Россия · Ольга Подчуфарова · Татьяна Акимова · Александр Логинов · Антон Шипулин       |
| 2019 Эстерсунд      | Норвегия · Марте Олсбю · Тириль Экхофф · Йоханнес Тиннес Бё · Ветле Шостад Кристиансен   | Германия · Ванесса Хинц · Дениз Херрманн · Арнд Пайффер · Бенедикт Долль                          | Италия · Лиза Виттоцци · Доротея Вирер · Лукас Хофер · Доминик Виндиш                  |
| 2020 Антерсельва    | Норвегия Марте Олсбю-Ройселанн Тириль Экхофф Тарьей Бё Йоханнес Тинесс Бё                | Италия Лиза Витоцци Доротея Вирер Лукас Хофер Доминик Виндиш                                      | Чехия Ева Пушкарчикова Маркета Давидова Ондрей Моравец Михал Крчмарж                   |
| 2021 Поклюка        | Норвегия Стурла Холм Легрейд Йоханнес Тинесс Бё Тириль Экхофф Марте Олсбю-Ройселанн      | Австрия Давид Коматц Симон Эдер Дуня Здоуц Лиза Тереса Хаузер                                     | Швеция Себастьян Самуэльссон Мартин Понсилоума Линн Перссон Ханна Эберг                |

## Одиночная смешанная эстафета 4×1,5/5×1,5 км
| Год              | Золото                                                | Серебро                                   | Бронза                                      |
| ---------------- | ----------------------------------------------------- | ----------------------------------------- | ------------------------------------------- |
| 2019 Эстерсунд   | Норвегия · Марте Олсбю-Ройселанн · Йоханнес Тиннес Бё | Италия · Доротея Вирер · Лукас Хофер      | Швеция · Ханна Эберг · Себастьян Самуэльсон |
| 2020 Антерсельва | Норвегия Марте Олсбю-Ройселанн Йоханнес Тиннес Бё     | Германия Францизска Пройс Эрик Лессер     | Франция Анаис Бескон Эмельен Жаклен         |
| 2021 Поклюка     | Франция Антонен Гигонна Жулья Симон                   | Норвегия Йоханнес Тиннес Бё Тириль Экхофф | Швеция Себастьян Самуэльссон Ханна Эберг    |